# Бернштейн, Наум Самуилович
Наум Самуилович Бернштейн (2 августа 1922, Бельцы, Румыния — 1997, Израиль) — молдавский советский переводчик и журналист.

## Биография
Окончил Кишинёвский педагогический институт имени Иона Крянгэ в 1945 году. С 1945 по 1991 год работал редактором в Госиздате Молдавии, пришедшем ему на смену издательстве «Картя молдовеняскэ» и в Госкомпечати Молдавской ССР. Перевёл на молдавский язык многочисленные произведения как научной, так и художественной литературы, из которых несколько десятков были изданы в книжной форме. Перевёл также школьные учебники по анатомии и физиологии человека, ботанике и другим предметам. Владел рядом европейских языков.
Среди переводов Н. С. Бернштейна произведения Валентина Катаева, Вениамина Каверина, Сергея Павлова, Павла Нилина, Владимира Тендрякова, Гавриила Колесова, Даниила Гранина, Эдгара Аллана По, Оскара Уайльда, Эрнеста Хемингуэя, Сомерсета Моэма, Стивена Ликока, Арчибальда Кронина, Димфны Кьюсак, Генриха Бёлля, Анны Зегерс, Ханса Вернера Рихтера, Фридьеша Каринти, Юлиуса Фучика, Марии Пуймановой, Ааду Хинта, Жоржа Перека, Ги де Мопассана, Проспера Мериме, Оноре де Бальзака, Вилиса Лациса, Луиджи Пиранделло, Веры Панфил, Виталия Губарева, Юрия Дмитриева, Всеволода Кочетова, Игоря Бирмана, Афанасия Коптелова, Ивана Вазова, Слава Христова Караславова, Богомила Райнова и других писателей.
Член Союза писателей Молдавии и Союза журналистов Молдавии.

## Семья
Жена — Рива (Ревекка) Рувимовна Баршай (1924—?), адвокат, выпускница Ленинградского юридического института имени Калинина, двоюродная сестра Рудольфа Баршая.

## Книги
- А. Н. Кабанов. Анатомия ши физиолоӂия омулуй. Мануал пентру класул 8. Кишинёв: Шкоала советикэ, 1954, 1956.
- Мария Пуйманова. Ла рэскруче. Кишинёв: Госиздат Молдавии, 1955.
- Иван Вазов. Суб ӂуг. Кишинёв: Госиздат Молдавии, 1955.
- Мария Пуйманова. Ӂоака ку фокул. Кишинёв: Госиздат Молдавии, 1956.
- Б. В. Всесвятский. Ботаника: мануал пентру класеле 5—6. Кишинёв: Шкоала Советикэ, Картя молдовеняскэ, 1957—1967 (множество переизданий).
- Владимир Тендряков. Повестирь. Кишинёв: Госиздат Молдавии, 1958.
- Вера Панфил. Рошкована: паӂинь дин вяцэ револуционарилор илегаль дин Басарабия. Кишинёв: Картя молдовеняскэ, 1959.
- Всеволод Кочетов. Фраций Ершов. Кишинёв: Картя молдовеняскэ, 1960.
- Вилис Лацис. Пэсэрь фэрэ арипь. Кишинёв: Картя молдовеняскэ, 1962.
- Луиджи Пиранделло. Нувеле. Кишинёв: Картя молдовеняскэ, 1963.
- Даниил Гранин. Цине-те, фуртуне! Кишинёв: Картя молдовеняскэ, 1965.
- Вера Панфил. Зориле либертэций. Кишинёв: Картя молдовеняскэ, 1967.
- Сулейман Велиев. Нагыцул (повестире). Кишинёв: Лумина, 1968.
- Ги де Мопассан. Нувеле. Кишинёв: Картя молдовеняскэ, 1968.
- Афанасий Высикан. Ын пештера сфынтей Магдалена (повестире). В пещере святой Магдалены. Кишинёв: Лумина, 1969.
- Жорж Перек. Лукруриле. Кишинёв: Картя молдовеняскэ, 1969.
- Проспер Мериме. Кроника домнией луй Карол ал IX-ля. Кишинёв: Картя молдовеняскэ, 1970.
- Игорь Бирман. Войе бунэ тутурор. Кишинёв: Картя молдовеняскэ, 1971.
- Эдгар Аллан По. Кэрэбушул де аур: нувеле. Кишинёв: Картя молдовеняскэ, 1971.
- Гавриил Колесов. Непотул вынэторулуй. Кишинёв: Лумина, 1972.
- Юрий Дмитриев. Буна зиуа, веверицэ! Кум о дучи кумэтре крокодил? Кишинёв: Лумина, 1973.
- Оскар Уайльд. Портретул луй Дориан Грей. Кишинёв: Картя молдовеняскэ, 1973.
- Валентин Катаев. Се веде о пынзэ албэ'н заре. Кишинёв: Лумина, 1974, 1978.
- Сомерсет Моэм. Плоая. Кишинёв: Картя молдовеняскэ, 1974.
- Димфна Кьюсак. Вал де кэлдурэ ла Берлин. Кишинёв: Картя молдовеняскэ, 1975.
- Ханс Вернер Рихтер. Цэ ну учизь. Кишинёв: Картя молдовеняскэ, 1976.
- Виталий Губарев. Павлик Морозов. Кишинёв: Лумина, 1976.
- Эрнест Хемингуэй. Адио, арме! Кишинёв: Литература артистикэ, 1977.
- Фридьеш Каринти. Скузаць, домнуле ынвэцэтор... Кишинёв: Литература артистикэ, 1977.
- Арчибальд Кронин. Читадела (крепость). Кишинёв: Литература артистикэ, 1978.
- Сергей Павлов. Куркубеул луний (Лунная радуга): Роман. Ын молдовенеште де Наум Бернштейн. Кишинёв: Литература артистикэ, 1980.
- Ааду Хинт. Ун тэрым бэтут gе вынтурь (Берег ветров): роман. Кишинёв: Литература артистикэ, 1981.
- Павел Нилин. Крузиме. Терменул де ынчеркаре (Жестокость; Испытательный срок). Кишинёв: Литература артистикэ, 1982.
- Богомил Райнов. Инспекторул ши ноаптя. Кишинёв: Литература артистикэ, 1982.
- Эрнест Хемингуэй. Фиеста; Бэтрынул ши маря (Фиеста; Старик и море). Пер. на молд. Наум Бернштейн. Кишинёв: Литература артистикэ, 1983; Кишинёв: Лумина, 1990.
- Афанасий Коптелов. Пункт де сприӂин. Кишинёв: Литература артистикэ, 1983.
- Стивен Ликок. Повестирь умористиче. Кишинёв: Литература артистиче, 1984.
- Слав Христов Караславов. Фраций дин Солун. Кишинёв: Литература артистикэ, 1985.
- Даниил Гранин. Таблоул. Кишинёв: Литература артистикэ, 1986.
- Оноре де Бальзак. Илузий пиердуте. Кишинёв: Литература артистикэ, 1987.
- Лидерь ай комсомолулуй: кулеӂере. Кишинёв: Картя молдовеняскэ, 1988.
- Nicolae Movileanu. Şi numai adevărul... Кишинёв: Картя молдовеняскэ, 1989.